# İbrahim Akgül
İbrahim Akgül (ur. 15 lutego 1962) – turecki zapaśnik w stylu wolnym. Olimpijczyk z Los Angeles 1984, gdzie zajął ósme miejsce w kategorii 57 kg. Siódmy w mistrzostwach Europy w 1980 i dziewiąty w 1981 roku.